# Witbandkruisbek
De witbandkruisbek (Loxia leucoptera) is een vogel die behoort tot de familie van de vinkachtigen (Fringillidae). Hij is nauw verwant aan de kruisbek, grote kruisbek en in mindere mate aan de haakbek.

## Kenmerken
De vogel is 14,5 tot 16 cm lang. Het mannetje is te herkennen aan de karmijnrode kleur van kop en onderdelen en twee duidelijke witte banden op de vleugel. De snavel is vanzelfsprekend gekruist. Het vrouwtje is veel onopvallender van kleurstelling en overwegend bruingrijs met een gelige borstpartij.

## Leefwijze
De soort voedt zich vooral met lariksappels, maar ook wel met sparrenappels.

## Voortplanting
Het legsel bestaat meestal uit vier eieren.

## Verspreiding en leefgebied
De soort komt vooral voor in de noordelijke naaldwoudgordel vanaf Oost-Finland, door Siberië tot en met Noord-Amerika. In koude winters met voedselgebrek komen grote invasies voor naar het zuiden.
De soort telt twee ondersoorten:
- Loxia leucoptera bifasciata: van noordelijk Europa tot oostelijk Siberië en noordoostelijk China.
- Loxia leucoptera leucoptera: Alaska, Canada en de noordelijke Verenigde Staten.

### Voorkomen in West-Europa
De vogel is dwaalgast in tal van Europese landen, waaronder Nederland. Tussen 1884 en 2000 zijn 40 bevestigde waarnemingen van witbandkruisbekken (vaak in groepjes van meerdere individuen) en tussen 2001 en 2013 zijn er 25 van dat soort waarnemingen.

## Status
De witbandkruisbek heeft een groot verspreidingsgebied en daardoor is de kans op de status kwetsbaar (voor uitsterven) gering. De grootte van de populatie is in 2015 ruw geschat op ergens tussen de 10 en 100 miljoen vogels. Deze soort kruisbek gaat waarschijnlijk in aantal achteruit. Echter, het tempo ligt onder de 30% in tien jaar (minder dan 3,5% per jaar). Om deze redenen staat de witbandkruisbek als niet bedreigd op de Rode Lijst van de IUCN.